# Emys
Le emidi (Emys Duméril, 1805) sono un genere di testuggini della famiglia degli emididi, di cui costituiscono le uniche specie presenti nel Vecchio Mondo.
In Italia il genere è rappresentato dall'E. orbicularis galloitalica (diffusa in Sardegna e lungo le coste della Penisola a sud del bacino del Po), dall'E. o. hellenica (presente in Pianura Padana e sulla costa adriatica), dall'E. o. ingauna (originaria della Riviera di Ponente), e dall'E. trinacris (endemica della Sicilia).

## Etimologia
Il nome Emys è una latinizzazione del greco antico ἐμύς ‑ύδος (emýs ‑ýdos, «tartaruga d'acqua dolce»), usato ad esempio da Aristotele nella sua Historia Animalium nel IV secolo a.C. Il termine latino ĕmys emy̆des si trova per la prima volta nella Naturalis Historia (Lib. XXXII, cap. xiv) di Plinio il Vecchio, e risale dunque al 77-79 d.C.

## Specie
Al genere Emys sono ascritte 2 specie:
- Emys orbicularis (Linnaeus, 1758) – testuggine palustre europea
  - E. o. orbicularis (Linnaeus, 1758) – testuggine palustre europea
  - E. o. eiselti Fritz, Baran, Budak & Amthauer, 1998 – testuggine palustre turca (o di Eiselt)
  - E. o. galloitalica Fritz, 1995 – testuggine palustre francoitaliana
  - E. o. hellenica (Valenciennes, 1832) – testuggine palustre ellenica
  - E. o. ingauna Jesu, Piombo, Salvidio, Lamagni, Ortale & Genta, 2004 – testuggine palustre ligure
  - E. o. occidentalis Fritz, 1993 – testuggine palustre occidentale (o iberica, o magrebina)
  - E. o. persica Eichwald, 1831 – testuggine palustre orientale (o persiana)
- Emys trinacris Fritz, Fattizzo, Guicking, Tripepi, Pennisi, Lenk, Joger & Wink, 2005 – testuggine palustre siciliana